# Myrkskog
Myrkskog je norská black/death metalová kapela založená v roce 1993 v norském městě Drammen. Zpočátku se prezentovala black metalem, později se orientovala více na death metal. Bývalý člen kapely s pseudonymem Master V pojetí kapely charakterizoval jako extrémní metal. Myrkskog znamená norsky Temný hvozd ve Středozemi z tvorby anglického spisovatele J. R. R. Tolkiena.
V roce 1994 kapela nahrála první čtyřskladbové demo, které bylo rozšířeno pouze v úzkém okruhu lidí. Obsahovalo pomalé blackové skladby. V roce 1995 bylo nahráno další 4stopé demo se třemi výrazně rychlejšími songy. Na přelomu let 1997 a 1998 vyšlo oficiální demo Apocalyptic Psychotica - The Murder Tape, které pomohlo ke smlouvě s britským hudebním vydavatelstvím Candlelight Records. První studiové album s názvem Deathmachine vyšlo v roce 2000. V roce 2002 vyšlo druhé řadové album Superior Massacre.

## Diskografie

### Demo nahrávky
- ? (1994)
- Ode til Norge (1995)
- Apocalyptic Psychotica - The Murder Tape (1998)

### Studiová alba
- Deathmachine (2000)
- Superior Massacre (2002)